# Blason de Turku
Le blason de Turku est basé sur un sceau médiéval datant de 1309. La lettre gothique "A" provient du nom latin de la ville, "Aboa". Une fleur de lys est un symbole souvent représenté sur des armoiries et symbolise la Vierge Marie, à qui la Cathédrale de Turku est consacrée. Les armoiries comprennent les lettres "A" et "M" fusionnées, symbolisant Ave Maria.